# 二年律令
《二年律令》，是張家山漢簡中的一部分簡書，内容是西漢時代所頒布的律令，是了解漢代政治、法律制度的重要史料。
關於頒布年代的「二年」，由於同墓所出曆譜是漢高祖五年至呂后二年，簡文中有優待呂宣王及其親屬的規定，呂宣王是呂后之父的諡號，始用於呂后元年，因此二年律令的二年應該是呂后二年。

## 目錄
- 《賊律》
- 《盜律》
- 《具律》
- 《告律》
- 《捕律》
- 《亡律》
- 《收律》
- 《襍律》
- 《錢律》
- 《置吏律》
- 《均輸律》
- 《傳食律》
- 《田律》
- 《□市律》
- 《行書律》
- 《復律》
- 《賜律》
- 《戶律》
- 《效律》
- 《傅律》
- 《置後律》
- 《爵律》
- 《興律》
- 《徭律》
- 《金布律》
- 《秩律》
- 《史律》
- 《津關令》